# Burgundija-Franche-Comté
Burgundija-Franche-Comté je jedna od trinaest francuskih pokrajina, koja se prostire na istoku zemlje. Nastala je 2016. ujedinjenjem dotadašnjih regija Burgundije i Franche-Comté.
Burgundija-Franche-Comté ima površinu od 47,784 km², na kojoj živi 2,811,423 stanovnika (2017.).
Burgundija-Franche-Comté s juga graniči s Auvergne-Rona-Alpe, sa zapada s Centre-Val de Loire, sa sjevera s Grand Estom i sa Švicarskom na istoku.
Ima dvije prijestolnice: Besançon u kojemu je sjedište skupštine i Dijon kao sjedište prefekture.
Predsjednik Francuske François Hollande još je u lipnju 2014. najavio plan smanjenja broja francuskih pokrajina s 21 na 13. Reorganizacija je osmišljena s ciljem da se smanje birokratski aparat i troškovi. Narodna skupština je u studenom 2014. odobrila promjenu, koja je stupila na snagu 1. siječnja 2016. Tako je nastala i pokrajina Auvergne-Rona-Alpe, koja je obuhvatila velik dio središnje i istočne Francuske. Tako je nastala i pokrajina Burgundija-Franche-Comté, koja je obuhvatila velik dio istočne Francuske.